# スペンドスリフトファーム
スペンドスリフトファーム（Spendthrift Farm）は、アメリカ合衆国のケンタッキー州レキシントンにあるサラブレッド競走馬の生産・種牡馬繋養牧場。1937年開設。
現在は種牡馬の繋養が主となっており、2012年現在で11頭の種牡馬が供用されている。

## 歴史と概要
1937年にレスリー・コムズ2世（Leslie Combs II）によって開設された牧場で、牧場名はコムズの曾祖父にあたるダニエル・スウィガートの所有していた名馬スペンドスリフトに因んでいる。開設時の敷地面積は127エーカーであった。
コムズの手にした大きな資産の一つに、1955年のセリ市で手に入れたナシュアがいる。すでに競走馬として成功していたナシュアの購入にあたってコムズはシンジケートを結成し、当時のレコード落札価格であった約125万ドルをはたいてナシュアを牧場に引き入れた。ナシュアは種牡馬としても成功し、コムズをキーンランド・セール・ジュライセールの主役に押し上げた。
また、ナシュア以外にもレイズアネイティヴやイクスクルーシヴネイティヴなどの成功種牡馬を多く抱えた。種牡馬の導入に積極的で、現在までに全部で9頭のケンタッキーダービー馬を繋養していた。しかし成功しなかった例も当然多く、その代表例に当時のレコード価格で落札したが低調に終わったギャラントマンがいる。
スペンドスリフトファームは元の敷地を囲うように度重なる拡張を行い、全盛期には約4000エーカーの大規模な敷地を有した。スペンドスリフトファームの墓地区画は2つあり、ひとつは種牡馬施設の近辺にあるナシュア像を中心とした区画（通称：ナシュアモーテル）、もうひとつはライオンの彫像に囲われた区画（通称：ライオンズサークル）が用意されているが、このうちのライオンズサークルはオールドケニーファームという他の牧場の墓地であり、言わばスペンドスリフトファームの規模拡大の象徴であった。後に旧オールドケニーファームに繋養されていた馬、および牧場ゆかりの名牝とその産駒を埋葬する場となっていた。
スペンドスリフトファームは1977年に株式会社化され、後の1983年に株式公開を行った。この頃までのスペンドスリフトファームは絶頂にあり、1980年代初頭には2頭のアメリカ三冠馬を繋養していた。1984年には、エリザベス2世の訪米の際に視察に訪れていた。
しかしその経営は栄光に反して次第に傾いてゆき、1985年にはシアトルスルーなどの繋養馬を売却したが、間もなく倒産に至った。後の1994年、すでに規模の縮小されていた牧場は残る敷地のうち636エーカーを分割して売却した。現在は140エーカーの敷地が残り、母屋と種牡馬施設、および2つの墓地が残されている。
その後所有権は転々としたが、2004年7月にパブリックストレージの創業者であるウェイン・ヒューズに買収された。競走成績は振るわなかったものの近親に活躍馬の多かった同氏の自家生産馬マリブムーンやイントゥミスチーフが種牡馬として飛躍するのにあわせ、牧場の規模を再度拡大している。

## 主な生産馬
- マジェスティックプリンス Majestic Prince - 1966年生。フランク・マッキャノン所有のもとで競走。1968年アメリカ二冠馬。
- ミスタープロスペクター Mr. Prospector - 1970年生、牡馬。種牡馬として大成功を収める。

## 主な繋養馬
※2025年現在。

### 種牡馬
- Into Mischief（2009年-）
- Jimmy Creed(2014年-)
- Authentic（2021年-）
- Temple City（2011年-）
- Cross Traffic(2015年-)
- Goldencents(2015年-)
- Jackie's Warrior
- Bolt d'Oro
- Cyberknife
- Omaha Beach
- Yaupon
- Mo Donegal
- Mitole
- Vekoma
- Vino Rosso
- Known Agenda
- Rock Your World
- Greatest Honour
- Maximus Mischief
- Basin
- By My Standards
- Thousand Words
- Arabian Lion
- Dornoch
- Forte
- Kingsbarns
- National Treasure
- Taiba
- Zandon

## 過去の主な繋養馬

### 種牡馬
- アリバイ Alibhai - 1938年生。1941年購入・供用開始、1960年死亡。代表産駒にユアホストなど。
- バーンバラ Bernborough - 1939年生。1947年供用開始、1960年没。
- マイバブー My Babu - 1945年生。1955年購入、1970年没。英米リーディングサイアー。
- ナシュア Nashua - 1952年生。1955年購入、1957年供用開始、1982年没。代表産駒にシュヴィーなど。
- スワップス Swaps - 1952年生。1957年供用開始、1967年購入、1972年没。代表産駒にアフェクショネイトリーなど。
- ギャラントマン Gallant Man - 1954年生。1958年供用開始、1988年死亡。代表産駒にギャラントブルームがいる。
- レイズアネイティヴ Raise a Native - 1961年生。1964年供用開始、1988年没。代表産駒にアリダーなど。
- イクスクルーシヴネイティヴ Exclusive Native - 1965年生。1969年供用開始、1983年死亡。代表産駒にアファームドなど。
- マジェスティックプリンス Majestic Prince - 1966年生。1970年供用開始、1981年没。代表産駒にコースタルなど。
- カロ Caro - 1967年生。1977年購入、1989年没。代表産駒にウイニングカラーズなど。
- シアトルスルー Seattle Slew - 1974年生。1979年供用開始、1986年スリーチムニーズファームに移動。代表産駒にエーピーインディなど。
- アファームド Affirmed - 1975年生。1980年供用開始、1987年カルメットファームに移動。代表産駒にフローレスリーなど。
- マリブムーン Malibu Moon - 1997年生。2008年繋養開始、2021年没。代表産駒にオーブなど。

### 繁殖牝馬
- ゴールドディガー Gold Digger - 1962年生。同牧場生産馬。1967年供用開始、1990年没。代表産駒にミスタープロスペクターがいる。
- アフェクショネイトリー Affectionately - 1960年生。1979年死亡。代表産駒にパーソナリティがいる。